# سولاكان (سقز)
قرية سولاكان (بالكردية: سوولاکان) هي إحدى القرى التابعة لـكولتبه في ريف قسم زيويه من مقاطعة سقز، في محافظة كردستان الإيرانية.

## السكان
حسب إحصاءات سنة 2006، بلغ إجمالي السكان في سولاكان 97 نسمة وعدد المساكن 23 مسكن. لغة سكان سولاكان هي اللغة الكردية و هم من أهل السنة والجماعة والمذهب الشافعي.